# کلید چاقویی

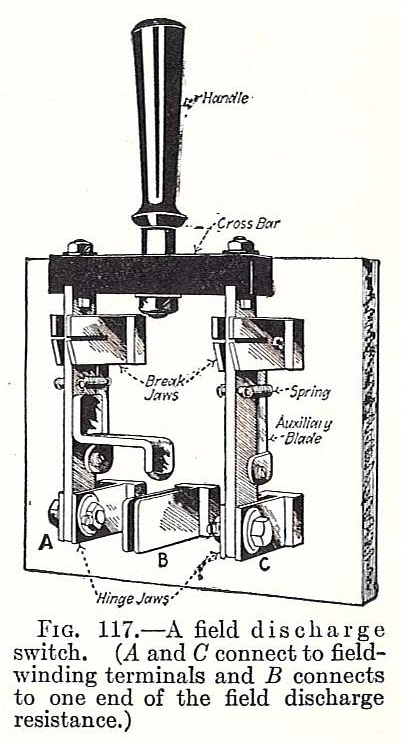
کلید موتو سال ۱۹۱۷, با اتصالات اضافه

کلید چاقویی نوعی کلید است که برای کنترل جریان برق استفاده می شود.این کلید از یک لولا تشکیل شده که به یک اهرم فلزی یا چاقو اجازه می دهد تا از/در یک فک یا شیار جابه جا شود. فک و لولا بر روی یک پایهء عایق نصب شده اند و چاقو یک دستهء عایق برای گرفتن دارد. وقتی چاقو داخل فک جامی افتداز کلید جریان عبور می کند.

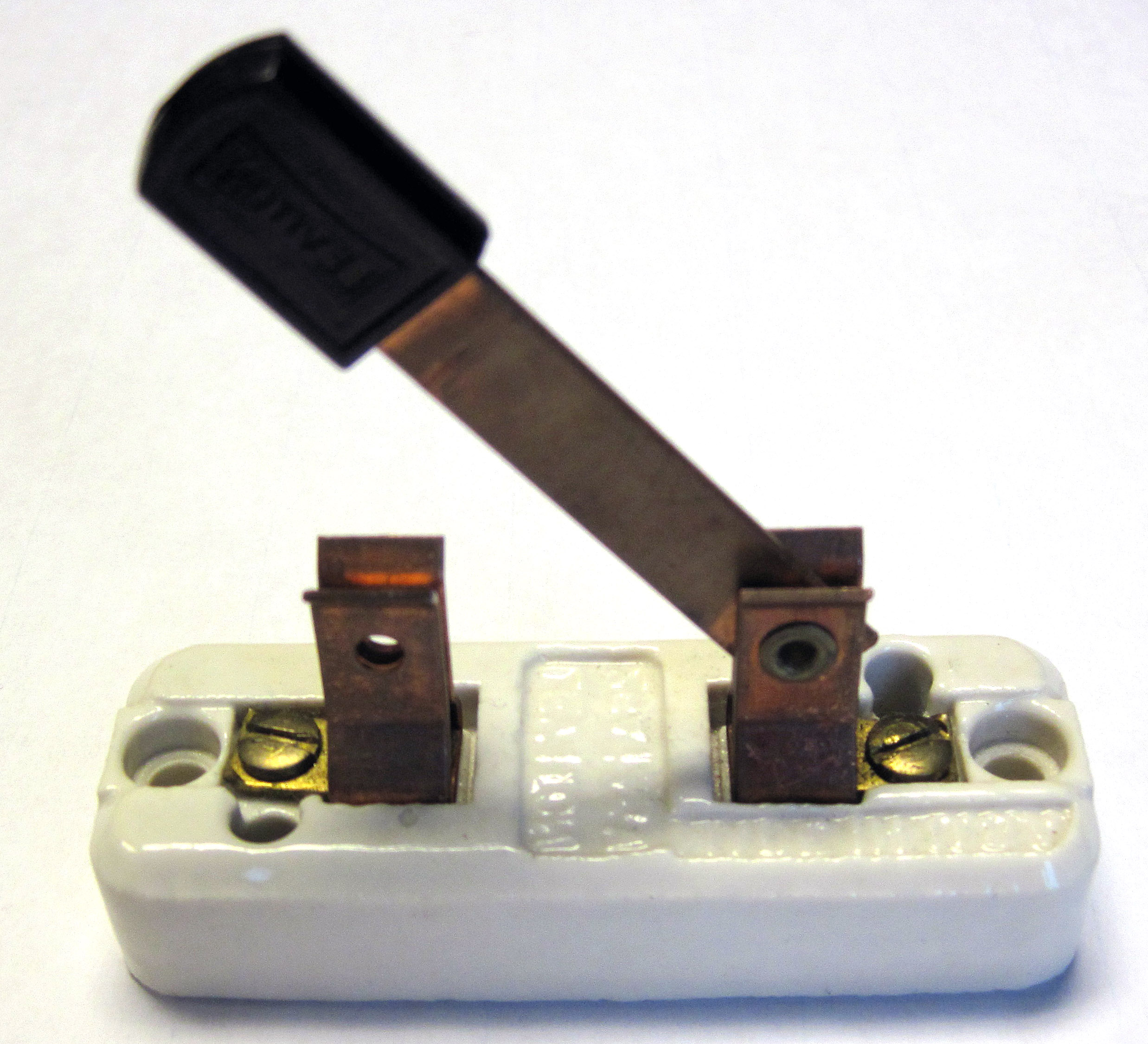
کلید چاقویی باز

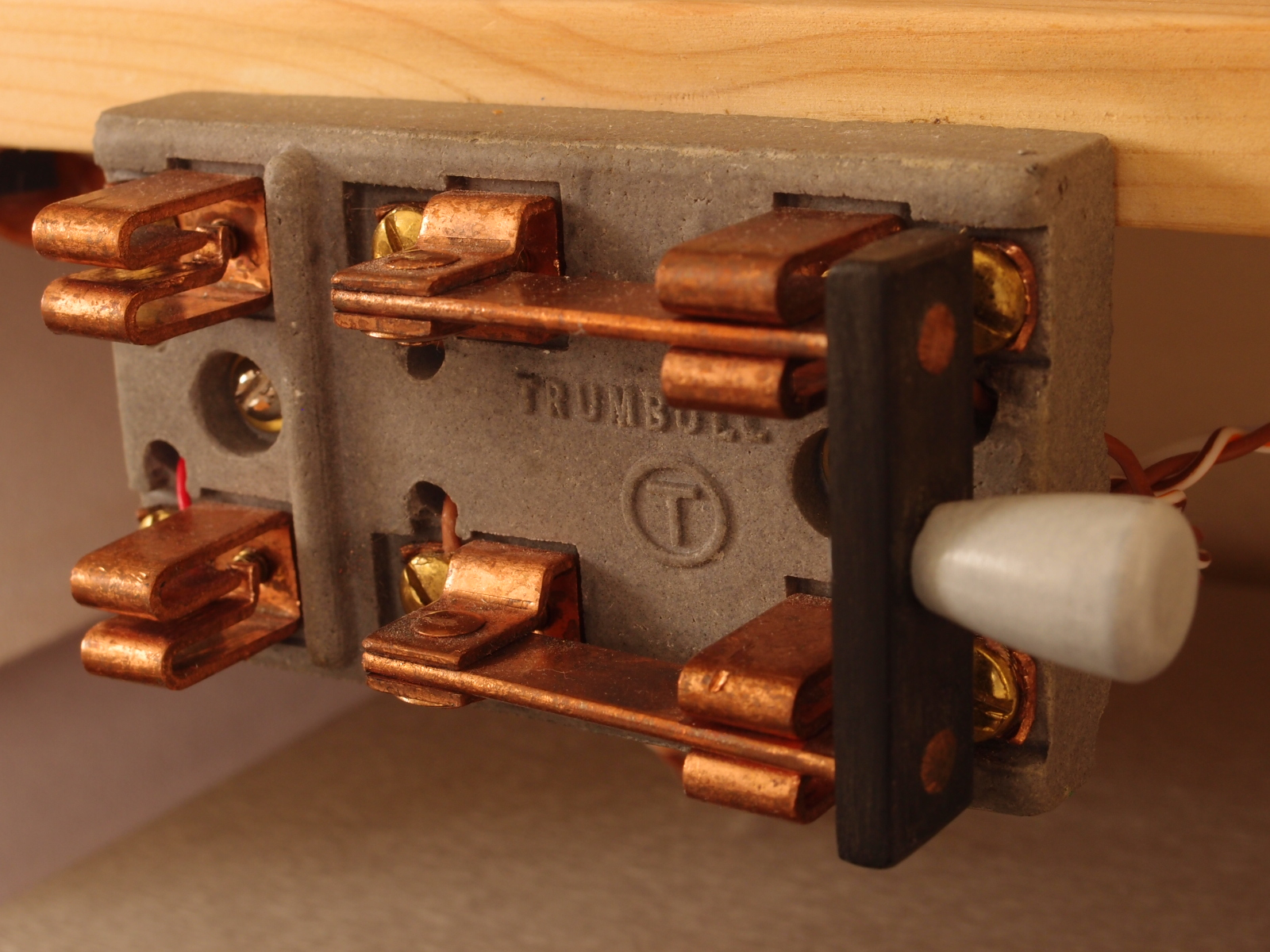
کلید چاقویی دو قطب دو پرتابه در یکی از دو حالت بسته بودن.

محدودهء قابل تحمل الکتریکی کلیدهای چاقویی استاندارد از۳۰ آمپر در ۲۵۰ ولت AC/DC تا ۶۰۰۰آمپر در ۶۰۰ولت AC/DCاست.